# كريستوف ويلهلم فون كوش
كريستوف ويلهلم فون كوش (بالفرنسية: Christophe-Guillaume Koch)‏ هو دبلوماسي وسياسي فرنسي، ولد في 9 مايو 1737 في بوكسويلير في فرنسا، وتوفي في 25 أكتوبر 1813 في ستراسبورغ في فرنسا. انتخب نائب فرنسي.